# Коломиец, Вячеслав Владимирович
Вячеслав Владимирович Коломиец (7 марта 1946 года рождения, с. Александровка Кировоградской обл. — 12 мая 2024) — фрезеровщик Новозыбковского станкостроительного завода, почетный гражданин г. Новозыбков (2013), лауреат Государственной премии СССР , делегат XXVI съезда КПСС (1981 год).
Окончил в Новозыбкове школу №3 и ГПТУ №20, с 1963 г. работал фрезеровщиком в механическом цехе Новозыбковского станкостроительного завода. В 1980-е годы - бригадир фрезеровщиков.
В 1990 г. окончил Всесоюзный заочный политехнический институт по специальности «технология машиностроения, металлорежущие станки и инструменты».
Умер 12 мая 2024 года.
Лауреат Государственной премии СССР (1977) - за выдающиеся достижения в труде на основе личных и бригадных встречных планов по ускоренному росту производительности труда, модернизации оборудования, повышения эффективности использования техники и других резервов производства.
Почётный гражданин города Новозыбкова (2013). Заслуженный машиностроитель РСФСР (1984).  Награждён орденом Трудового Красного знамени (1974) и медалью «За трудовое отличие» (1971).
Делегат XXVI съезда КПСС (1981).